# Prisojnik
Prisojnik (také Prisank) je hora ve Slovinsku vysoká 2547 m n. m. Nachází se v Julských Alpách na území Občiny Kranjska Gora. Patří mezi dvacet nejvyšších hor v zemi. Převládá zde vápenec.
Výstup na vrchol obvykle začíná u chaty Erjavčeva koča v průsmyku Vršič. Nejfrekventovanějšími trasami jsou Slovenska pot, Hanzova pot, Kopiščarjeva pot nebo Jubilejna pot. Zajištěná cesta vede přes skalní okno, vysoké 80 m. Na skalní stěně je možno rozeznat obraz ženské tváře nazývané Ajdovska deklica. Váže se k ní legenda o horské víle, která předpověděla místnímu chlapci, že uloví bájného kozorožce Zlatoroga, a za trest byla zakleta do skály.
Prisojnik tvoří rozvodí mezi Sočou a Sávou, tj. mezi Jaderským a Černým mořem. V období mezi světovými válkami procházela vrcholem italsko-jugoslávská hranice. 